# Ficus barteri
Ficus barteri là một loài thực vật có hoa trong họ Moraceae. Loài này được Sprague mô tả khoa học đầu tiên năm 1903.